# Pawłowska Góra
Der Pawłowska Góra ist ein Berg in den polnischen Kleinen Pieninen, einem Gebirgszug der Pieninen mit 840 Metern Höhe. 

## Lage und Umgebung
Der Pawłowska Góra liegt im Hauptkamm der Pieninen. Nördlich des Gipfels liegt das Tal des Gebirgsflusses Grajcarek.

## Tourismus
Der Gipfel ist von allen umliegenden Ortschaften leicht auf markierten Wanderwegen erreichbar. Er liegt außerhalb des polnischen Pieninen-Nationalparks. 

## Panorama

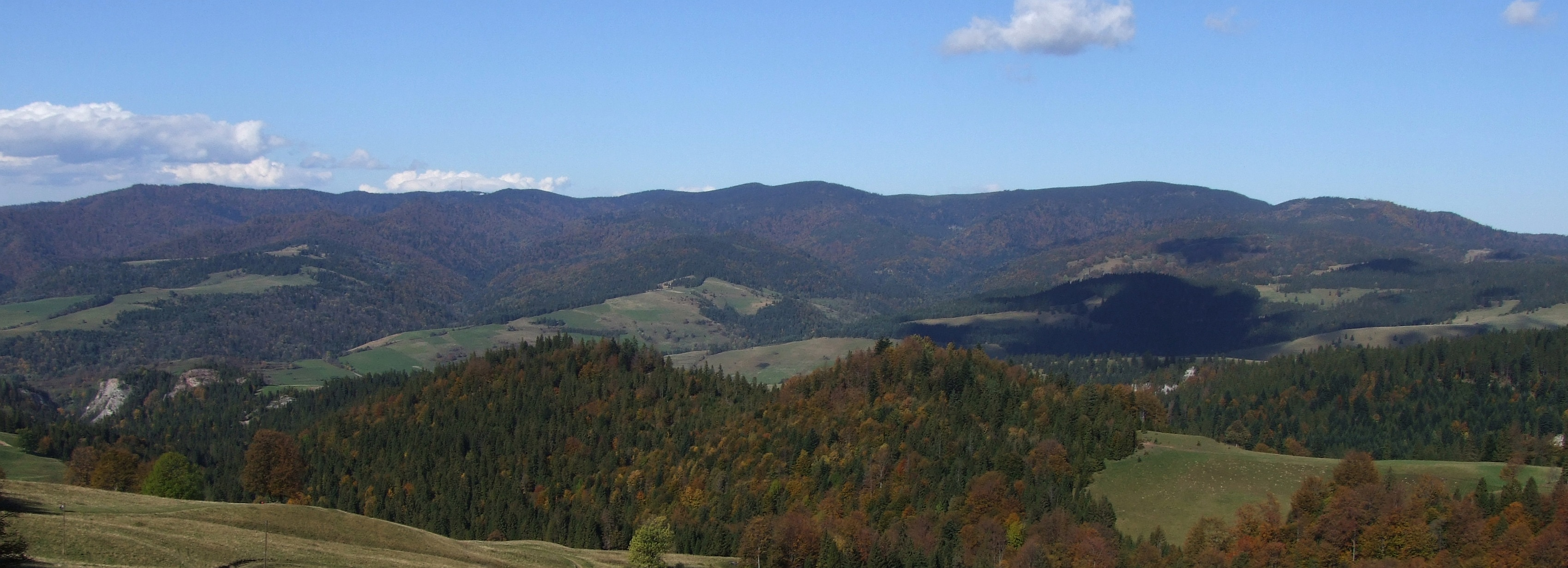
Panorama mit Sandezer Beskiden im Hintergrund